# انتخابات (فیلم ۲۰۱۳)
«انتخابات» (کنادا: ಎಲೆಕ್ಷನ್) یک فیلم هندی است که در سال ۲۰۱۳ منتشر شد.